# Les Abandonnées

Les Abandonnées (Las abandonadas) est un film mexicain réalisé par Emilio Fernandez, sorti en 1945.
En juillet 1994, le film est inclus dans la liste établie par la revue Somos des 100 meilleurs films mexicains de tous les temps.

## Synopsis
Abandonnée par l'homme qui lui a fait un enfant et avait promis de l'épouser, Margarita est recueillie par des prostituées et devient entraîneuse. Elle s'éprend du général Juan Gomez qui lui promet de prendre soin d'elle et de son fils. Mais le général n'est en réalité qu'un escroc et se fait tuer par la police. Margarita est condamnée à huit ans de prison pour complicité. À sa sortie, elle reprend la prostitution pour payer, en secret, les études de son fils qui veut devenir avocat.

## Fiche technique
- Titre original : Las abandonadas
- Titre français : Les Abandonnées
- Réalisation : Emilio Fernandez
- Photographie : Gabriel Figueroa
- Production : Films Mundiales S.A.
- Distribution : Filmonde.
- Dates de sortie : 
  - Mexique : 18 mai 1945
  - France : 30 juillet 1947

## Distribution
- Dolores del Río : Margarita Pérez
- Pedro Almendariz : Juan Gómez
- Paco Fuentes : Juez
- Víctor Junco : Julio Cortázar / Margarito
- Arturo Soto Rangel :  Licenciado tartamudo
- Charles Rooner : Hombre en cantina
- Lupe Inclán : Gualupita (comme Guadalupe Inclán)
- Fanny Schiller : Ninón
- Alfonso Bedoya : Gertrudis López, asistente
- Maruja Grifell : Francesa (comme Maruja Griffel)
- Alejandro Cobo : Policier
- Armando Soto La Marina : Photographe (comme Armando Soto La Marina 'Chicote')
- José Elías Moreno : Miembro de jurado
- Lauro Benítez
- Elba Álvarez
- Josefina Romagnoli : Marta Ramírez
- Jorge Landeta : Margarito adolescent (comme Jorge B. Landeta)
- Joaquín Roche hijo : Margarito enfant (comme Joaquín Roche Jr.)
- Jorge Treviño : Rielero
- Fernando Fernández : Officiel